# Анке Шольц
Анке Шольц (нім. Anke Scholz, 25 листопада 1978) — німецька плавчиня.
Призерка Олімпійських Ігор 1996 року.
Призерка Чемпіонату світу з водних видів спорту 1994 року.